# 陳璨 (嘉靖進士)
陳璨（1515年—？），字德潤，號元石，湖廣岳州府巴陵縣人，軍籍，明朝政治人物。

## 生平
嘉靖十六年（1537年）丁酉科湖廣鄉試第三十四名舉人。嘉靖二十三年（1544年）中式甲辰科會試第九十名，登第三甲第一百九十八名進士。歴官江西新喻縣知縣，仕至布政司參議

## 家族
曾祖陳溥；祖父陳伯勝；父陳舜謨，省祭官。母張氏；繼母談氏。具慶下。